# Todd Bertuzzi
Todd Bertuzzi (* 2. Februar 1975 in Greater Sudbury, Ontario) ist ein ehemaliger kanadischer Eishockeyspieler italienischer Abstammung, der im Verlauf seiner aktiven Karriere zwischen 1991 und 2014 unter anderem 1246 Spiele für die New York Islanders, Vancouver Canucks, Florida Panthers, Detroit Red Wings, Anaheim Ducks und Calgary Flames in der National Hockey League auf der Position des rechten Flügelstürmers bestritten hat. Bertuzzi, der den Spielertyp des Power Forwards verkörperte, nahm zweimal am NHL All-Star Game teil und stand im Jahr 2003 im NHL First All-Star Team.
Einen größeren Bekanntheitsgrad erlangte er allerdings aufgrund einer massiven Attacke während eines Spiels im Jahr 2004 gegen seinen Gegenspieler Steve Moore.

## Karriere
Bertuzzi spielte vier Jahre in der kanadischen Juniorenliga Ontario Hockey League bei Guelph Storm. In dieser Zeit wurde er während des NHL Entry Draft 1993 von den Verantwortlichen der New York Islanders in der ersten Runde an insgesamt 23. Position ausgewählt. Im Sommer 1995 erhielt er seinen ersten NHL-Vertrag bei den Islanders. In der folgenden Saison 1995/96 spielte er teilweise noch für den International-Hockey-League-Klub Utah Grizzlies, doch auch in diesem Jahr verbrachte er den Großteil in der NHL. Nach einer weiteren Saison in New York wurde er am 6. Februar 1998 zusammen mit Bryan McCabe und Jarkko Ruutu im Tausch gegen Trevor Linden zu den Vancouver Canucks transferiert.

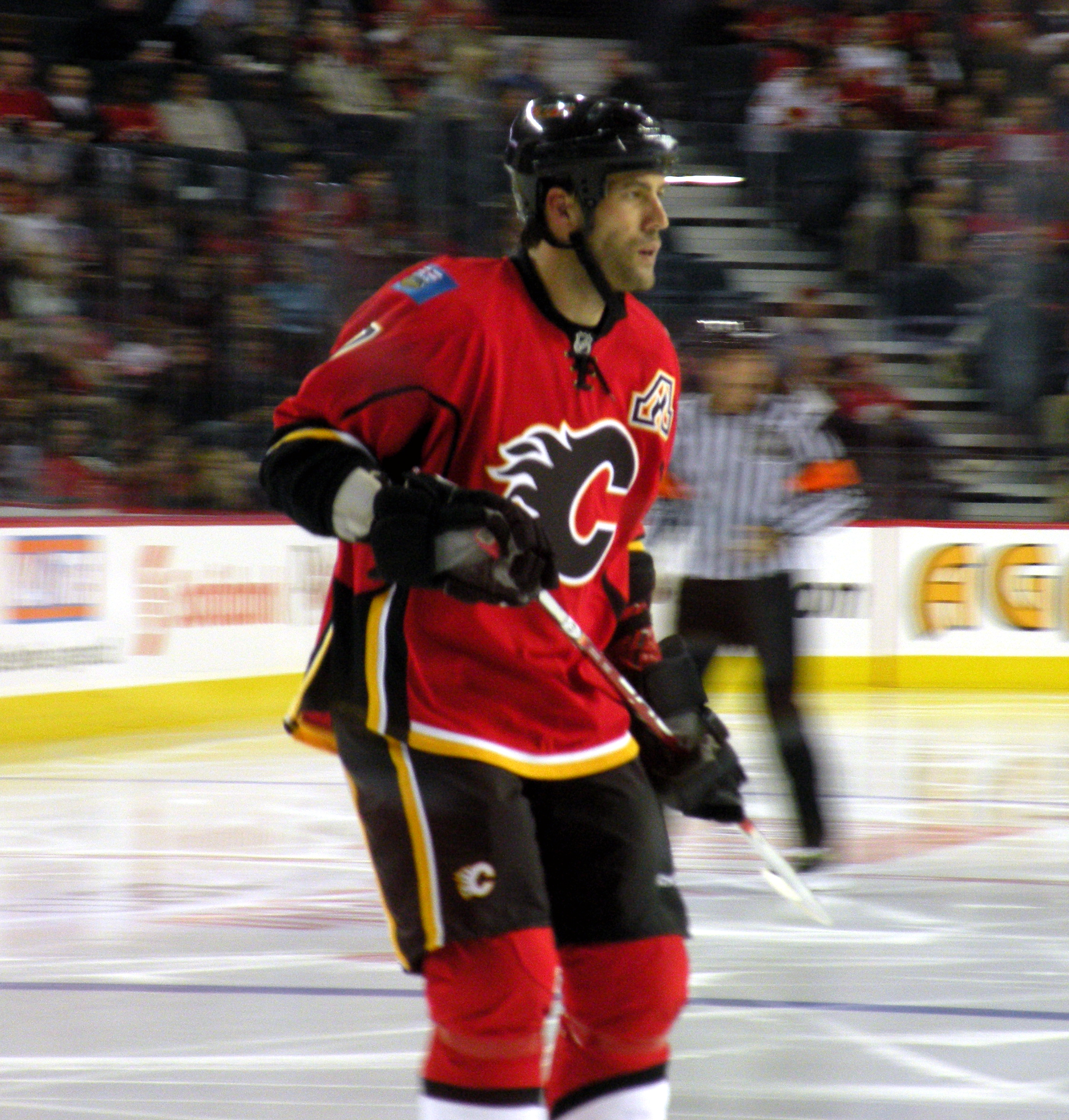
Bertuzzi im Trikot der Calgary Flames

Bertuzzi ging in der Folgezeit in acht Spielzeiten für die Canucks aufs Eis und gehörte zu den Leistungsträgern innerhalb seines Teams. Nachdem der Offensivspieler in seiner ersten Saison in Vancouver bereits 15 Scorerpunkte in 22 Partien erzielen konnte, steigerte er seine Punktausbeute, ehe er während der Saison 2002/03 in 96 Spielen 103 Mal punktete. Dies war seine bisher erfolgreichste Spielzeit als Profi in die National Hockey League. Bertuzzi war zudem mit 97 Punkten der fünftbeste Scorer der Hauptrunde 2002/03.
Wegen eines massiven Fouls gegen Steve Moore im NHL-Spiel seines Klubs, den Vancouver Canucks, gegen die Colorado Avalanche, bei dem Moore mehrere gebrochene Halswirbel und andere Verletzungen erlitt, wurde Bertuzzi am 8. März 2004 von der NHL suspendiert und stand später vor Gericht. Unter anderem wurde er nach kanadischem Recht mit einer einjährigen Bewährungszeit bedingt freigesprochen und durfte erst in der folgenden Saison wieder aufs Eis. Da er in der Bewährungszeit nicht wieder strafrechtlich auffiel, gilt er nicht als vorbestraft. Die Vancouver Canucks mussten eine Geldstrafe von 250.000 US-Dollar zahlen.
Zur Saison 2006/07 wechselte Bertuzzi im Rahmen eines Tauschgeschäfts gemeinsam mit Alex Auld und Bryan Allen von den Canucks zu den Florida Panthers, die dafür Roberto Luongo und Lukáš Krajíček sowie ein Draftrecht an die Canucks abgaben. Abgesehen von sieben Partien konnte Bertuzzi aufgrund einer Rückenverletzung in der Saison für die Florida Panthers nicht spielen. Kurz vor dem Ende der Transferperiode wurde Bertuzzi zu den Detroit Red Wings transferiert. Mit ihnen zog er in den Playoffs bis ins Finale der Western Conference ein. Im Sommer 2007 unterschrieb er einen Vertrag bei den Anaheim Ducks, ehe er wiederum ein Jahr später, nachdem die Ducks nach einer enttäuschenden Spielzeit seinen Vertrag vorzeitig ausbezahlt hatten, zu den Calgary Flames wechselte.
Bertuzzi spielte in seiner einzigen Saison für die Flames ähnlich konstant wie zuvor in Anaheim und schoss 15 Tore. Am 18. August 2009 unterschrieb er bei den Detroit Red Wings, für die er schon 2007 gespielt hatte. Nach fünf Jahren in Detroit wurde sein Vertrag im Sommer 2014 nicht verlängert, sodass er als Free Agent auf der Suche nach einem neuen Arbeitgeber war. Am 9. Januar 2015 unterzeichnete er schließlich einen Tryout-Vertrag bei den Binghamton Senators mit der Hoffnung, einen NHL-Vertrag bei den Ottawa Senators zu bekommen, was jedoch misslang, weil der Vertrag am 21. Januar 2015 wieder aufgelöst worden ist, da Bertuzzi in seinen ersten beiden Spielen keine Punkte und eine Plus/Minus-Statistik von −3 aufwies. Er zog sich daraufhin als Spieler aus dem Eishockeysport zurück.

## Erfolge und Auszeichnungen
- 1995 OHL Second All-Star Team
- 2003 Teilnahme am NHL All-Star Game
- 2003 NHL First All-Star Team
- 2004 Teilnahme am NHL All-Star Game

## Karrierestatistik

### International

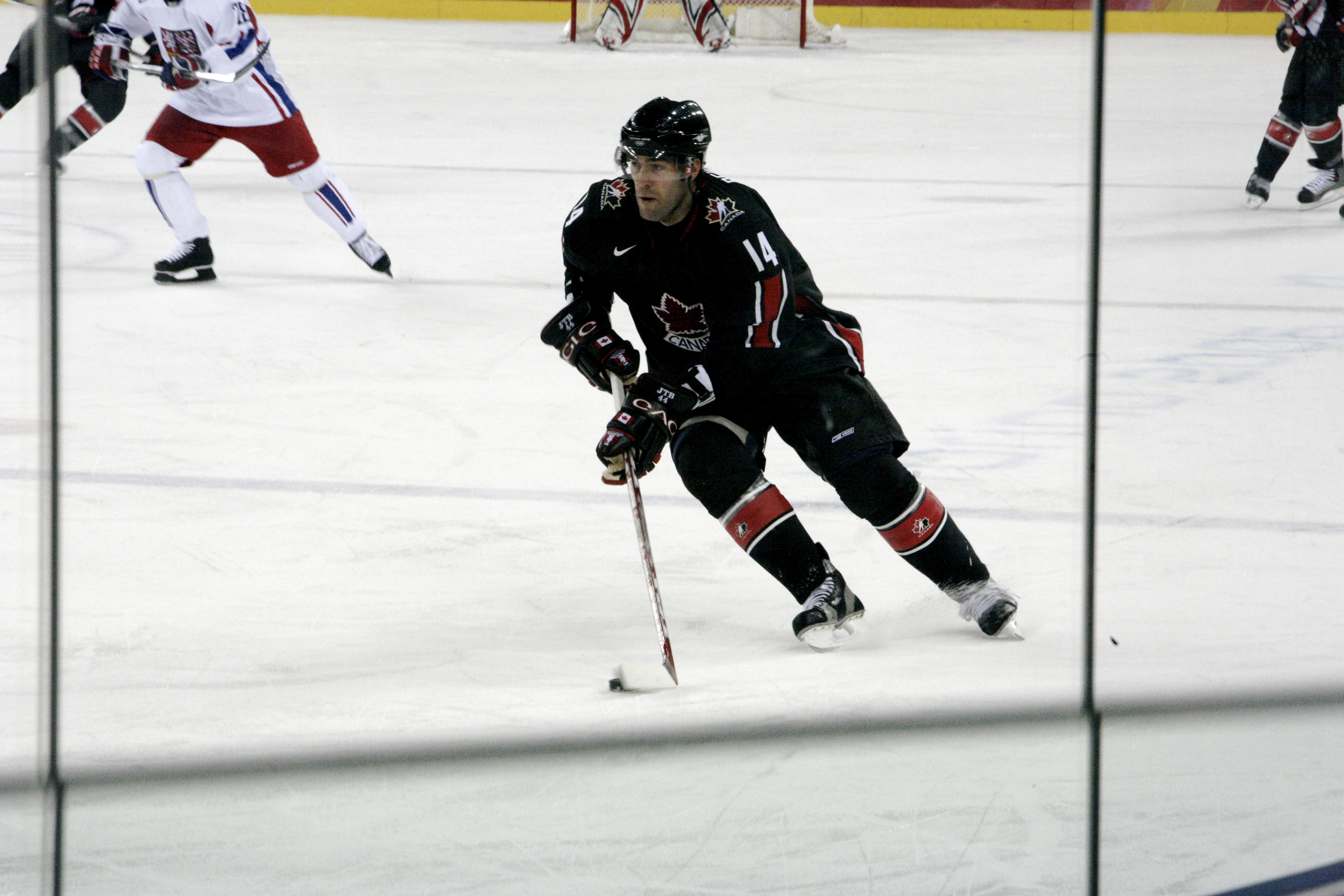
Bertuzzi bei den Olympischen Winterspielen 2006 in Turin

Vertrat Kanada bei:
- Weltmeisterschaft 1998
- Weltmeisterschaft 2000
- Olympischen Winterspielen 2006

(Legende zur Spielerstatistik: Sp oder GP = absolvierte Spiele; T oder G = erzielte Tore; V oder A = erzielte Assists; Pkt oder Pts = erzielte Scorerpunkte; SM oder PIM = erhaltene Strafminuten; +/− = Plus/Minus-Bilanz; PP = erzielte Überzahltore; SH = erzielte Unterzahltore; GW = erzielte Siegtore; 1 Play-downs/Relegation; Kursiv: Statistik nicht vollständig)